# 長谷川昇
長谷川 昇（はせがわ のぼる、1886年5月11日 - 1973年8月26日）は、日本の洋画家、日本芸術院会員。

## 経歴
福島県会津若松市生まれ、両親と死別して北海道小樽市の祖父母に養育される。札幌中学校を経て、1905年、東京美術学校西洋画科に入学、黒田清輝に師事した。在学中の1908年、第2回文展に「海辺」が初入選した。1910年に東京美術学校を卒業、第4回文展に「白粉」が入選した。1911から渡欧し、ルノワールらに傾倒した。1915年、帰国して日本美術院洋画部同人となる。再度渡欧し、帰国後の1923年、同志と春陽会を設立した。
1937年、海洋美術会（後に大日本海洋美術協会）の設立メンバーとなる。
1938年、春陽会を脱退、1941年、文展審査員。春陽会脱退後は文展、日展に出品した。日展参事を務め、1957年、日本芸術院会員、1966年、勲三等旭日中綬章を受賞した。
裸婦像、人物像のほか、歌舞伎役者絵、文楽人形絵も描いた。

## 著作
- 『長谷川昇滞欧作品集』 アトリヱ社、1929年
- 『人物 : 技法研究』 宝文館、1931年
- 『歌舞伎絵文楽人形絵長谷川昇』 長谷川昇画、日本芸術文化振興会編、日本芸術文化振興会、2009年